# Alfred Phiri
Alfred Maimane Phiri (Alexandra, 22 giugno 1974) è un ex calciatore sudafricano, di ruolo centrocampista.